# 西川春洞
西川 春洞（にしかわ しゅんどう、弘化4年5月25日（1847年7月7日） - 大正4年（1915年）8月10日）は、江戸生まれの書家。名は元譲、字は子謙、春洞は号。別号に如瓶人、大夢道人、茄古山民、謙慎書主人などがある。西川寧は三男。

## 概説
明治、大正にかけて活躍した大家で、漢魏六朝をはじめ各体に抜きんで、その門に学ぶ者、2000名といわれた。明治の漢字書道界で最も多くの門下を擁したのは日下部鳴鶴であるが、これに拮抗する唯一の大きな系列を形成したのが春洞である。今日の漢字書道界の基礎はほとんどこの2人の系列を中心につくられた。

## 略歴
肥前唐津藩士、元琳の子として江戸の日本橋に生まれる。西川家は代々、医をもって唐津藩に仕えた。春洞は幼少の頃、祖父の亀年に書を学び、のち嘉永4年（1851年）5歳のときから中沢雪城の門で学んだ。6歳のときにはすでに楷書千字文を書いている。維新前には尊王攘夷を唱え国事に尽くし、明治元年（1868年）22歳のとき大蔵省に出仕したがまもなく辞め、書道に専念した。
明治15年（1882年）中林梧竹が余元眉の影響で清国に渡り、続いて明治24年（1891年）日下部鳴鶴が楊守敬の影響により渡清するが、春洞は日本で秋山碧城が清国から持ち帰った徐三庚の書を双鉤塡墨して学び、徐三庚への傾倒が始まる。晩年、明治書道会を興し、大正4年（1915年）69歳で歿した。
昭和55年（1980年）11月、歿後65年を記念して、「西川春洞展」が東急百貨店日本橋店で開催された。

## 門弟
春洞の代表的な門弟は諸井春畦、諸井華畦、武田霞洞、安本春湖、花房雲山、中村春坡、豊道春海であり、春洞門七福神と称された。